# Таино (Италия)
 Тази статия е за градчето в Северна Италия.  За карибския народ вижте Таино.  
Таѝно (на италиански: Taino; на ломбардски: Taìn, Таин) е малко градче и община в Северна Италия, провинция Варезе, регион Ломбардия. Разположено е на 262 m надморска височина. Населението на общината е 3692 души (към 2017 г.).